# Delivered Duty Paid
Постачання зі сплатою мита (назва місця призначення) (англ. Delivered Duty Paid (named place of destination), скорочено DDP) — одна з умов (термінів) Інкотермс.
Ця умова означає, що продавець здійснює постачання покупцю товару, який пройшов митне очищення для імпорту, без розвантаження з будь-якого прибулого транспортного засобу в названому місці призначення.
Продавець несе всі витрати та ризики, пов'язані з доставкою товару до цього місця, включаючи (у відповідних випадках) будь-які «мита» (під словом «мито» тут розуміється відповідальність за виконання та ризики виконання дій з проходження митних процедур, а також оплата витрат митного очищення, податків, митних і інших зборів) на імпорт до країни призначення. Якщо термін EXW покладає на продавця мінімальний обсяг обов'язків, термін DDP передбачає максимальний обсяг обов'язків продавця.
Ця умова не повинна застосовуватися, якщо продавець прямо чи побічно не в змозі одержати імпортну ліцензію. Проте, якщо сторони бажають виключити із зобов'язань продавця сплату деяких витрат, що підлягають сплаті при імпорті товару (таких, як податок на додану вартість — ПДВ), це повинно бути чітко визначене у відповідному застереженні в договорі купівлі-продажу. Якщо сторони бажають покласти на покупця всі ризики і витрати щодо імпорту товару, слід застосовувати умови DAP (Delivered At Place).